# Urban Jürgensen

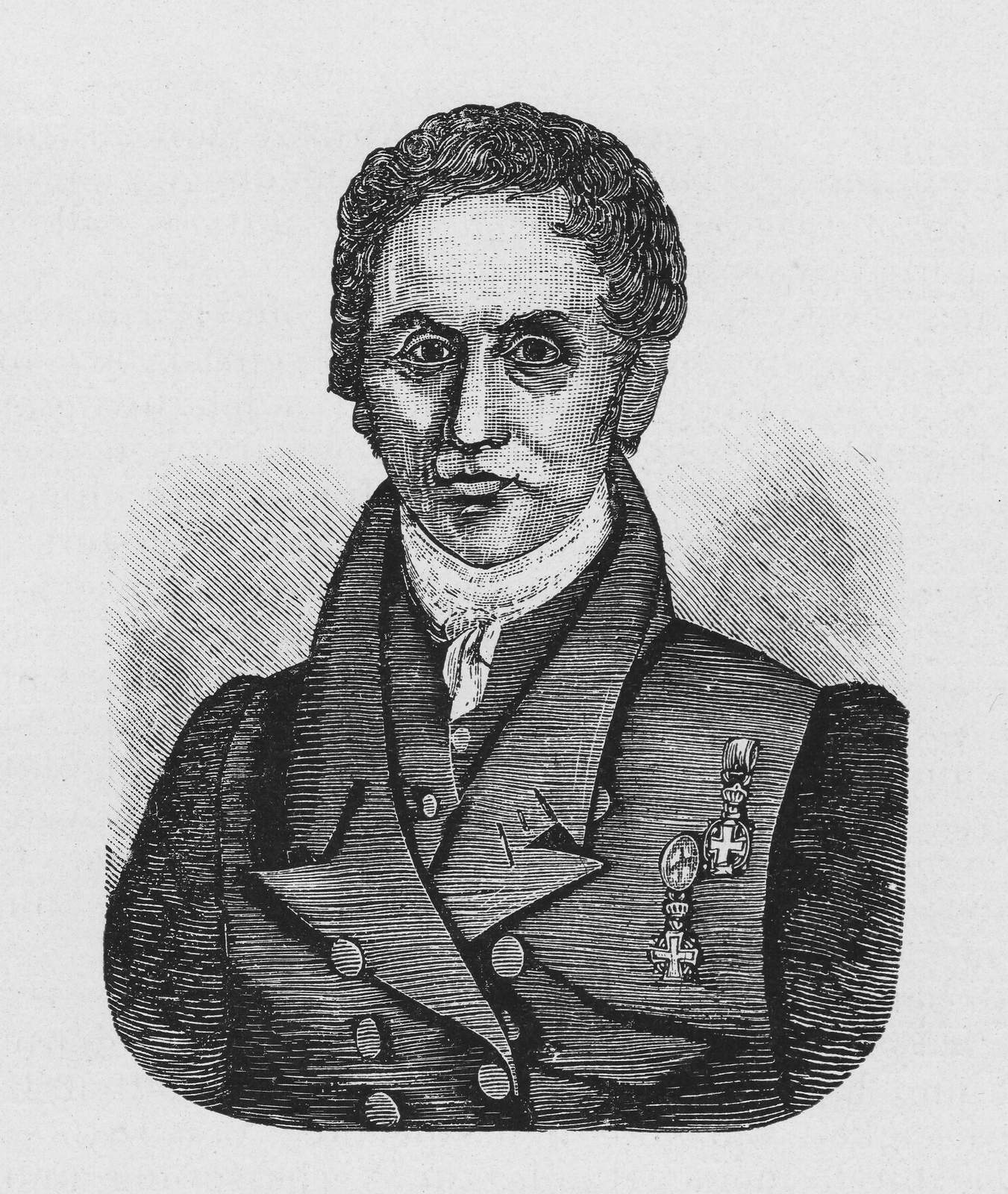
Urban Jürgensen

Urban Jürgensen (* 5. August 1776 in Kopenhagen; † 14. Mai 1830 ebenda) war ein dänischer Uhr- und Chronometermacher.

## Leben
Urban Jürgensen war ein Sohn des Hofuhrmachers Jürgen Jürgensen. Er besuchte in Kopenhagen die Handelsschule, die er mit 15 Jahren verließ, um den weiteren Unterricht bei seinem Vater fortzusetzen. Gleichzeitig nahm er bei Professor Woolf, dem späteren Staatsminister, Privatunterricht in Mathematik und lernte Fremdsprachen.
Mit 20 Jahren schickte ihn sein Vater zur Weiterbildung in die Schweiz, und zwar für 18 Monate nach Neuchâtel und für 6 Monate nach Genf. Im Jahr 1797 ging Urban Jürgensen nach Le Locle, wo er bei Jacques-Frédéric Houriet arbeitete. Von Le Locle reiste er nach Paris.
In Paris standen ihm infolge Empfehlungen die Häuser der Abraham Louis Breguet und Ferdinand Berthoud offen. In dieser Zeit erhielt er von der dänischen Regierung jährlich 800 Taler als Stipendium.
Später ging er zu John Arnold nach London, um sein Wissen über den Bau von Marinechronometern zu vervollkommnen.
Von London aus kehrte er über Paris zurück in die Schweiz, wo er eine der Töchter von Jacques-Frédéric Houriet heiratete. 1800 wurde sein ältester Sohn Louis Urban geboren. Im gleichen Jahr erfand er das Bimetall-Thermometer, das eine Temperaturmessung mit größter Präzision erlaubte.
1801 kam er nach Kopenhagen zurück und gründete mit Etienne Magnin eine Gesellschaft zur Herstellung von Marinechronometern. Magnin ging kurze Zeit später nach Sankt Petersburg.
Am 27. Juli 1808 wurde sein Sohn Jules Frederik geboren.
Urban Jürgensen wurde als erster Uhrmacher Mitglied der Königlich Dänischen Akademie der Wissenschaften. Der dänische König Friedrich VI. ernannte ihn 1815 zum königlichen Hofuhrmacher und verlieh ihm mit dem Titel des königlichen Seeuhrmachers das Exklusivrecht zur Belieferung der Admiralität mit Chronometern.
Nach Urbans Tod übernahmen seine Söhne Louis Urban und Jules Frederik sein Erbe.
Urban Jürgensen war der ältere Bruder des Abenteurers Jørgen Jørgensen.
Ein weiterer Bruder war Fritz Jürgensen, ebenfalls Uhrmacher, dem nach Urbans Tod das königliche Privileg übertragen wurde.

## Leistungen
Das Wissen, aus der Studienreisen wurde konsequent in die Herstellung von Chronometern für die Navigation und die Astronomie eingebracht.
Nach seiner Rückkehr nach Dänemark begann er auf Wunsch der dänischen Regierung mit der Herstellung dieser, für die Seefahrt so unendlich wichtigen Instrumente.
Urban Jürgensen führte dabei zahlreiche Neuerungen ein, wie eine spezielle Chronometerhemmung mit 2 Hemmungsrädern (Doppelrad-Chronometerhemmung). Er war der Erste, der Zylinderräder aus Stahl herstellte.
Zwischen 1811 und 1830 entstanden rund 700 Taschenuhren, 45 Marine Chronometer und 6 Präzisionspendeluhren in seinen Werkstätten.

## Schriften
- Principes généraux de l’exacte mesure du temps par les horloges ... Veröffentlicht von N. Möller, 1805
- Die höhere Uhrmacherkunst: Regeln für die genaue Abmessung der Zeit durch Uhren, oder Anweisung zur Verfertigung astronomischer, nautischer und anderer genauen Uhren: nebst der Beschreibung der Kunst die Edelsteine, zum Gebrauche in der Uhrmacherkunst, zu durchbohren und zuzuschleifen; Übersetzung Veröffentlicht von Hrsg., Kopenhagen 1842 Digitalisat

Urban Jürgensens Buch Principes généraux de l’exacte mesure du temps par les horloges ... ließ die dänische Regierung auf ihre Kosten drucken.